# Феррабоско, Доменико
Домени́ко Феррабо́ско (Domenico Ferrabosco) (род. Bologna, 14 февраля 1513, Болонья — февраль 1574, там же) — итальянский композитор и капельмейстер.

## Очерк жизни и творчества
О профессиональном музыкальном образовании Доменико Феррабоско сведений нет. В 1540 г. — певчий, в 1548–1551 гг. — музыкальный руководитель в болонской базилике Сан-Петронио. В 1546–1547 гг. — капельмейстер Юлианской капеллы в Риме. В 1547 году в Болонье получил (немузыкальную почётную) должность regulator et scriba campionis creditorum Montis portarum, которая формально сохранялась за ним до смерти. В 1551–1555 гг. — певчий в Папской капелле в Риме, где общался в Палестриной. В конце 1550-х или начале 1560-х гг. совершил поездку в Париж. Из восьмерых детей Доменико наиболее известен композитор Альфонсо Феррабоско (1543–1588), прославившийся своей творческой деятельностью в Англии. 
Основные сочинения Доменико представлены в его первой и единственной книге мадригалов (1542). Стилистически они родственны мадригалам Вердело, Фесты и Аркадельта, с типичным чередованием имитационной и старогомофонной (моноритмической) фактуры. Большинство распеваемых текстов анонимны, среди идентифицированных авторов стихов Ф. Петрарка, П. Бембо и Л. Ариосто. Всего авторство Феррабоско установлено в отношении 55 мадригалов и 4 мотетов (два мотета сохранились полностью, два — частично). 
Особенной популярностью в XVI веке пользовался 4-голосный мадригал «Io mi son giovinetta» (1542; на популярный текст баллаты из "Декамерона" Боккаччо). Более 40 печатных антологий воспроизводят этот мадригал, а две рукописи содержат его контрафактуру (одна на немецком, другая на английском языке). Палестрина использовал его в качестве модели для пародийной мессы (Missa primi toni). До начала XVII века мадригал обрабатывали для лютни и клавишных инструментов разные композиторы, среди которых Андреа Габриели, Шипионе Стелла и Асканио Майоне.
Полное собрание сочинений Доменико Феррабоско осуществил Р. Шартери в 102-м томе серии Corpus mensurabilis musicae (CMM). Знаменитый «Io mi son giovinetta» опубликовал также Дон Харран в CMM 73/2, в составе антологии музыкальных произведений в технике note nere.